# Наварро-Вальс, Хоакин
Хоакин Наварро-Вальс (исп. Joaquín Navarro-Valls; 16 ноября 1936, Картахена, Испания — 5 июля 2017) — врач и испанский журналист, пресс-секретарь Ватикана с 1984 по 11 июля 2006 года при Римских Папах Иоанне Павле II и Бенедикте XVI. Это был первый мирянин и первый не-итальянец, занимавший эту должность. С 20 января 2007 года и до своей смерти, 5 июля 2017 года являлся председателем Попечительского совета Университета Кампус-Био-Медико в Риме и президентом Фонда Телеком Италия.

## Биография
Хоакин Наварро-Вальс родился 6 ноября 1936 года в Картахене, Мурсии, Испании в многодетной семье юриста и домохозяйки, Хоакина Наварро и Кончиты Вальс. После окончания классической гимназии «Deutsche Schule» в своем родном городе в 1953 году, поступил на медицинский факультет в Гранаде. Три года спустя, перешел на медицинский факультет в Университете Барселоны. Научный журнал «Актуалидад Медика» публикует его первую исследовательскую работу.
В 1958 году он познакомился со Святым Хосемарией Эскрива и присоединяется к Opus Dei как нумерарий.
В 1961 году получил научную степень в области медицины со специализацией сначала в терапии, а затем в психиатрии. Нес военную службу в качестве врача на военно-морском флоте Испании, затем получил грант на обучение в аспирантуре Гарвардского университета. С 1961 по 1970 год за время работы врачом (терапевтом и психиатром), получил второе высшее образование, закончив в 1970 году факультет журналистики в Университете Наварры в Памплоне. В том же году опубликовал первую немедицинскую работу «Манипуляции в рекламе».
В 1977 году устроился корреспондентом в газету «ABC» в Мадриде. Ему был поручен обзор Италии и Восточного Средиземноморья. Он часто выезжал в качестве корреспондента в Японию, на Филиппины и в экваториальную Африку.
В 1983 году он был избран президентом Ассоциации иностранной прессы в Италии, и переизбран в следующем году.
В 1984 году Папа Иоанн Павел II назначает его пресс-секретарем Ватикана. Таким образом, он стал первым не-священнослужителем, назначенным главой пресс-службы Ватикана. С 1994 по 1996 год был членом делегации Святого Престола на международных конференциях ООН в Каире, Копенгагене, Пекине и Стамбуле. В 1996 году начал преподавательскую деятельность в качестве приглашенного профессора на кафедре институциональной связи в Папском университете Святого Креста в Риме. В 1997 года он был назначен докладчиком от Ватикана на Всемирном конгрессе по психиатрии в Мадриде.
В 2005 году, после смерти Папы Иоанна Павла II, новый папа Бенедикт XVI оставил его на должности пресс-секретаря.
Хоакин Наварро-Вальс является почётным доктором Университета Валенсии, почётным доктором юриспруденции в университете Мурсии, почетным доктором университетов Неаполя и Варезе в Италии и Международного университета Каталонии. Он также удостоен двух почётных докторских степеней в христианском колледже в штате Вирджиния, США и в Университете Сент-Джон в Нью-Йорке, США.
В 2006 году он попросил Папу Бенедикта XVI об отставке, его просьба была окончательно удовлетворена 11 июля 2007 года. И в том же году он был назначен президентом Консультативного совета Университета Кампус-Био-Медико в Риме. В 2009 году был назначен президентом Телеком Италия.